# Todorići (miasto Trebinje)
Todorići (cyr. Тодорићи) – wieś w Bośni i Hercegowinie, w Republice Serbskiej, w mieście Trebinje. W 2013 roku liczyła 260 mieszkańców.